# Justus Köberle
Karl Justus Adolf Köberle (* 27. Juni 1871 in Memmingen; † 6. Februar 1908 in Rostock) war ein deutscher evangelisch-lutherischer Theologe und Hochschullehrer.

## Leben

### Familie
Justus Köberle war der Sohn des evangelischen Pfarrers und Kirchenrats Hermann Köberle (* 8. Dezember 1832; † 26. Mai 1901) und dessen Ehefrau Sophie, geb. Burger (* 8. Mai 1836; † 5. März 1909). Von seinen Geschwistern sind namentlich bekannt:
- Hermann Köberle (* 5. November 1864; † 6. Oktober 1916), Stadtpfarrer bei der St.-Martin-Kirche in Memmingen;
- Paul von Köberle, bayerischer Generalleutnant.

Er war seit 1906 mit Emmy, Tochter des Theologen Wilhelm Walther verheiratet; die Ehe blieb kinderlos. Sein Neffe war der Theologe Adolf Köberle.

### Ausbildung
Justus Köberle besuchte die Lateinschule (heute: Bernhard-Strigel-Gymnasium) in Memmingen und von 1885 bis 1889 das Gymnasium bei St. Anna in Augsburg.
Er immatrikulierte sich im Wintersemester 1889/1890 zu einem Theologiestudium an der Universität Halle, im Wintersemester 1891/1892 an der Universität Berlin und im Wintersemester 1892/93 an der Universität Erlangen; dort war er ein Schüler von Johann von Hofmann. Im August 1893 schloss er sein Erstes Theologisches Examen in Ansbach ab und besuchte, neben seiner praktischen Tätigkeit, von 1893 bis 1895 das protestantische Predigerseminar in München; von 1895 bis 1896 hatte er einen Studienaufenthalt zum Studium der Orientalischen Sprachen in Erlangen.
Er wurde mit seiner Schrift De elohistae pentateuchici prioris, qui vocatur Ethica zur Elohisten-Frage am 25. Juli 1896 von der Universität Erlangen zum Lic. theol. promoviert.

### Werdegang
Justus Köberle wurde am 1. September 1896 Hilfsgeistlicher in München-Schwabing und bestand 1898 sein Zweites Theologisches Examen in Ansbach.
Im Sommersemester 1898 wurde er Repetent für Alttestamentliche Theologie an der Universität in Erlangen, habilitierte sich an der dortigen Universität am 8. März 1899 für das Alte Testament und wurde am 31. März 1899 zugleich Privatdozent für Alttestamentliche Exegese.
Am 1. Oktober 1904 wurde er als Nachfolger des verstorbenen Wilhelm Volck als ordentlicher Professor für Alttestamentliche Exegese an die Universität Rostock berufen. Er lehnte die Literarkritik Julius Wellhausens ab und vertrat die Position, dass das Alte Testament eine Vorstufe christlichen Heilsbewusstseins sei.
Von 1907 bis 1908 war er Dekan der Theologischen Fakultät.
Justus Köberle starb an Diabetes; nach seinem Tod wurde Ernst Sellin Nachfolger auf dem Lehrstuhl.

## Mitgliedschaften
Justus Köberle war Mitglied in den schwarzburgbündischen Studentenverbindungen Tuisconia Halle und Uttenruthia Erlangen.

## Auszeichnungen und Ehrungen
- Justus Köberle wurde 1904 durch die Theologische Fakultät der Universität Erlangen zum Dr. theol. h. c. ernannt.

## Schriften (Auswahl)
- De elohistae pentateuchici prioris, qui vocatur. Erlangae, Typis F. Junge, 1896.
- Natur und Geist nach der Auffassung des alten Testaments. Eine Untersuchung zur historischen Psychologie. München 1900.
- Die geistige Kultur der semitischen Völker. Leipzig 1901.
- Babylonische Kultur und biblische Religion. München 1903.
- Sünde und Gnade im religiösen Leben des Volkes Israel bis auf Christum. Eine Geschichte des vorchristlichen Heilsbewußtseins. München 1905.
- Die alttestamentliche Offenbarung. Wismar, 2. Aufl. 1908.
- Der Prophet Jeremia. Sein Leben und Wirken dargestellt für die Gemeinde. Stuttgart 1908.
- Die Beziehungen zwischen Israel und Babylonien. Wismar, Bartholdi, 1908.
- Das Rätsel des Leidens (= Biblische Zeit- und Streitfragen, I. Serie 1. Heft). Berlin 1914.